# تل الخويرة
تل الخويرة تل أثري هام في الجزيرة العليا في سوريا، بمحافظة الرقة. يقع في أرض سهلية، على بعد 4كم جنوب الطريق سلوك - رأس العين، و4.5كم جنوب نصف تل في منطقة نهر البليخ ونهر الخابور.

## الموقع
يحيط بموقع تل خويرة خندق عميق وعريض يشكل المانع المائي الحصين للموقع الأثري الكبير، حيث يتقدم السور الترابي الذي يحيط بكامل المدينة الأثرية. يبدو سطح الموقع وكأنه مجموعة تلال قد تلاصقت وضغطت إلى بعضها البعض، مما يشير إلى ضخامة الأوابد التي كانت قائمة عليه.
بدأ التنقيب في التل عام 1958 م البرفسور (مورتغارت) واستمر حتى وفاته وقد تابعت من بعده زوجته (أرزولا) عام 1986 إضافة للعديد من بعثات التنقيب والباحثين وعلماء الآثار عملوا في الموقع وقد قسم الموقع إلى قسمين :
- - موقع تل الخويرة 1 - ويعود إلى ما قبل الألف الثالث قبل الميلاد.
  - موقع تل الخويرة 2 - ويعود لفترة الحضارة الميتانية (من الحضارات التي قامت في هذه المنطقة من سوريا).

## تاريخ المدينة

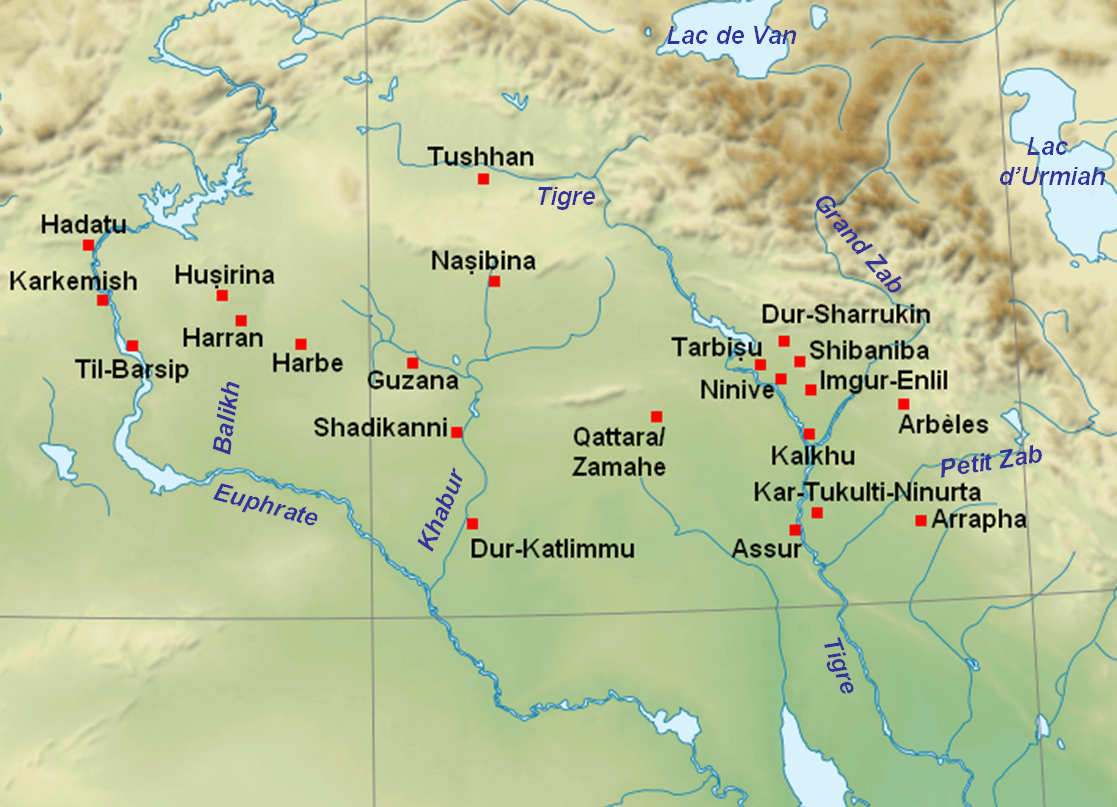
خريطة المنطقة في العصر الأشوري الأوسط

الموقع يشكل مدينة أثرية هامة وكبيرة وتعد من أوائل تنظيمات المدن بتخطيطها وترتيب مبانيها وشوارعها والتي تتشابه مع مدينة دمشق في العصور القديمة، يحيط بالمدينة سور ضخم يبعد عن مركز المدينة حوالي 100 متر بشكل دائري وتبلغ مساحة هذه المدينة (خويرة) 220.000 متر مربع ويوجد فيها أكثر من 1.500 بيت أو منزل ويرتفع مركز المدينة عن المستوى العام للمدينة من 10 إلى 15 مترا يشكل ترتيب يدل على مدى التقدم التي وصلت إليه الشعوب التي سكنت في هذه المدينة وقد زادت أهمية التل بعد اكتشاف دلائل أثرية فيه ترقى إلى عصر ميسيليم وتعود لعام 2700 - 2600 ق.م.

## الآثار
تم الكشف عن معابد ضخمة شيدت من الكتل الحجرية الكلسية الضخمة، ومباني وقاعات تتبعها غرف مخصصة لأغراض العبادة، ومعابد سورية قديمة ويتقدم هذه المعابد درج حجري ضخم، وشارع مستقيم تحيط به المباني الإدارية هائلة الضخامة وقصر ملكي كبير وأبنية أثرية هامة كالبناء (شتايمبر 3) والأبنية رقم 1 - 2 - 3 - 4 إضافة لبيوت ومخازن وغيرها ولكل بناء مميزاته وتنتشر في المدينة الآثار وقد اكتشفت مجموعة من الكتل الفخارية في أكثر من مكان كمجموعة (مورتغارت) ومجموعة (أنطوان مورتكارت) ولقى أثرية كثيرة منها قرون جواميس تعود إلى آلاف السنين يعتقد أنها استخدمت للعبادة، وتمثال من النحاس موجود في المتحف الوطني بدمشق وغيرها من المكتشفات في هذه المدينة الهامة من آثار منطقة (الجزيرة السورية) التي تعد من أقدم الحضارات في العالم.

## طالع مواقع تلية أركيولوجية مشابهة
تلعفر، تل عقاب، تل بري، تل دير، تل أبيب (تلة)، تل حزين، تل حشباي،تل أبيب، تل براك، تل الخويرة، تلكيف، تل ليلان، قطنا (مدينة أثرية)، تل الصافي، تل تمر، تل رياق، تل نبع الليطاني، تل أيوب (لبنان)، تل خردان، تل مجدلون، تل دير زنون، تل حوش الرفقة

- طالع أيضا:
- علم الآثار
- قائمة التلال الأثرية في لبنان
- قائمة التلال الأثرية